# Resolute
Resolute, eller Qausuittuq (inuit ᖃᐅᓱᐃᑦᑐᖅ), är ett samhälle beläget på Cornwallisön i det kanadensiska territoriet Nunavut. Det är det näst nordligast belägna samhället i Nunavut efter Grise Fiord. Befolkningen uppgick år 2016 till 198 invånare.
Samhället har flygplats, Resolute Bay Airport, med förbindelser till bl.a. Iqaluit och Cambridge Bay. Det finns även livsmedelsaffär, hotell, restaurang, skola och polisstation. 